# エミリオ・ルッス

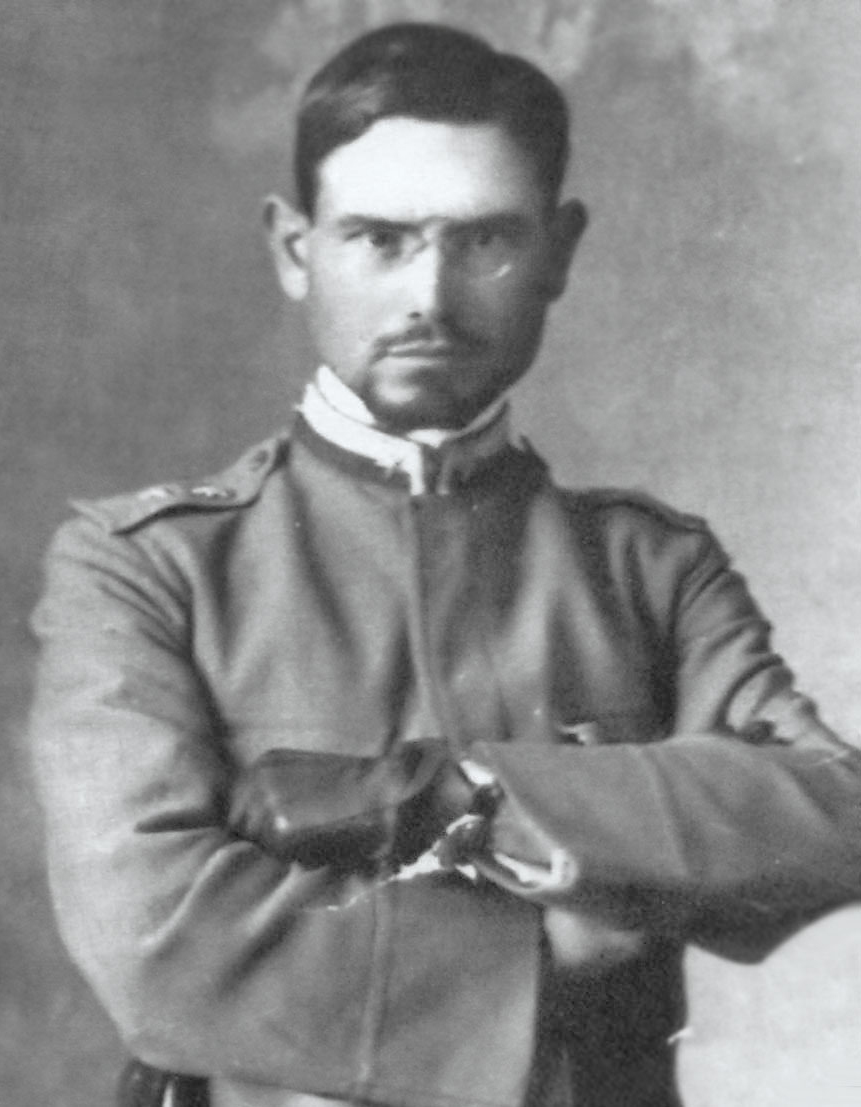
第一次大戦中のルッス

エミリオ・ルッス（Emilio Lussu、1890年12月4日 - 1975年3月5日）は、イタリアの作家、政治家、軍人。アルムンジャ出身。第一次世界大戦後に反ファシズム運動「正義と自由」の中でサルデーニャ行動党を創設した。妻ジョイス・ルッス（1912-1998）も作家。

## 生涯

### アルムンジャ時代、最初の民主主義の形成の場所
ルッスは、サルデーニャ島南東部ジェッレーイのアルムンジャの地主の次男として生まれ、父の平等主義の影響を受けて育った。ルッスはこの地域の神話の雰囲気によって、人間としての仕事や、民主主義への意識を培われ、サルデーニャ人としてのアイデンティティー（サルデーニャ語、伝統、ルーツへの誇りなどを守ること）に結びついた。この政治意識についての最初の財産は、カリャリ、ローマ、パリにて、20世紀における共和主義と社会主義の潮流への理解を大いに助けた。
ラヌゼーイのサレジオ会大学と、ローマの国立テレンジオ・マミアニ高校を経て、1915年4月にカリャリ大学で法学の学位を得る。トリノ、そしてカリャリへ行くまで、歩兵連隊の士官としての兵役は学生時代は免除された。

### 第一次世界大戦
第一次世界大戦の火蓋が切られると、中央同盟国のドイツ帝国とオーストリア＝ハンガリー帝国から攻撃を受けたイタリアは、参戦（共和主義者とサルヴェミニ）に傾く。ルッスは補充士官として召集され、勇敢に活躍し、4つの勲章を授与され、サッサリ機械化旅団の第151歩兵連隊で大尉に昇進した。旅団を構成する151連隊と152連隊は、この戦争の間、それぞれ2回勇猛金メダルを授与されている。
1916年、ヴィチェンツァとヴェローナを攻撃していたオーストリアに対する抵抗のため、旅団はアジアーゴ周辺の山地に送られた。最初の衝突の旅団の勝利は、モンテ・ゼビオ山とメレッテ山で翌年7月までの強力な反撃によって、地域の確保に先立つ血まみれの戦闘にてなされた。
1937年に書かれたルッスの代表作『戦場の一年』(Un anno sull'Altipiano)（1970年にフランチェスコ・ロージにより『総進撃』(Uomini contro)の題で映画化された）は、この時の体験を元に書かれている。これは塹壕のイタリア兵士についてのイタリア文学では最初の貴重なドキュメントであり、軍の階級と規律への怒りと同時に、戦争の不条理とナンセンスを描いている。
この戦争の物語は、イタリア社会党指導者フィリッポ・トゥラーティによる、平和を達成する手段としての戦争を批判する主張にルッスを接近させた。彼は本の中で「この戦争において一人のオーストリア人の顔も見ていない。しかし毎日お互いに殺しあう。見ることも無く知ることも無く殺すこと、それは恐ろしい」、ジャーナリストが「アリオストのように、実際には目にせずに百の戦いを語る」ようなものだと書いている。
冷徹な理性主義により、作者はで兵士に起きた本当のことについて、世の中の認識との大きな違いを示すことができ、溢れる自由意思よりも、将軍と高級官僚に対する根拠の無い敬意を持つ、貧しく文盲の農民に適用された不必要に残酷な軍の規律による、劇的な場面を描いている。この部分では、「安全な」塹壕を劇的に放棄させる攻撃の直前の瞬間の「すべての機関銃が待っている」静かな恐怖、未知の、危険で、異様な世界が、非常に効果的に描かれている。
この、当時においても一般的に共感を広げていた反戦的な機運により、この作品の現代性を確かなものにしていると言われている。実際に本で表現された観念の多くは、特に第二次世界大戦後やその他の小さな紛争の後の、文化の動き、政治的イデオロギー、大衆の心情の中に影響を与えているのが見える。本は異なる政治的意味により、時には単なる道具として、報道とよくある言葉による話の中間で、それは本質的にはルポタージュの形で書かれていて、道徳的または哲学的レベルでの示唆を含んで反映されることはない。革命への介入する草稿が完成する前に、ルッスは、最も過酷な瞬間について本当のことを描写することへの圧力が、戦争は最初は組織に対立することを、後には組織への対立に反対することを求めるように、正反対に変化することを感じた。
本はまだ、勇敢な戦士の倫理と戦争を拒否を同時に保持するだけの美質を認めている。戦争の終了のために下層階級が「使われていた」状況という社会的テーマは、物語から除外されていない。まったく新しい「サルデーニャ問題」の提起された最初の段階だった。それは戦後実際に、サルデーニャの労働者階級の大部分を含む人々による大規模な運動のライトモティーフとして、当時の社会主義運動によって繰り広げられた闘争において（ロシア革命は本質的に農民革命だった）光が当てられた。この組織の中で、ルッスは最も活動的な心酔者の一人だった。

### 反ファシストと政治

#### 第一次大戦後
大戦後1921年7月、ルッスはカミッロ・ベリーニら他の元軍人とともに「サルデーニャ行動党」を創設、「サルデーニャ民族問題」のための政治行動の中心として、自治主義や連邦主義のための運動を行った。これはサルデーニャの農民、牧羊民による、農地や牧草地の分配を目指した大衆運動で、裕福な地主と、保守政党、権益維持を目指す「退役軍人と兵士の全国組織」に対立するもので、サルデーニャで公的な新政党として登録され、自治主義と連邦主義、特に「サルデーニャ問題」を活動の中心とした。
1921年の総選挙では、サルデーニャ島でイタリア戦闘者ファッシが、社会党(12.4%)、イタリア人民党(11.3%)の3倍にあたる、1/3の勢力を持ち、ルッスも代議院に議席をもった。
1922年ムッソリーニのローマ進軍後、サルデーニャ側とファシストの間に事故や闘争があり、ルッスも襲撃を受け、エフィシオ・メリスが殺害された。ムッソリーニは知事のガンドルフォをサルデーニャ島に送って、ファシスト党とサルデーニャ行動党の合併交渉をさせた。当初ルッスがサルデーニャ行動党の交渉役だったが、その交渉中に身を引いた。合併はパオロ・ピリなど他のメンバーにより進められ、部分的には成功したが、党の指導者のカミッロ・ベリーニ、フランチェスコ・ファンチェロ、またルッスなど知識人の支持は得ていなかった。
ルッスは1924年にも代議院に選出、後にジャコモ・マッテオッティ暗殺に抗議する「アヴェンティーノ脱退」に加わった。

#### ファシストの攻撃、閉じ込めとスペイン市民戦争
彼は正体不明の襲撃者によって負傷をしている。1926年にルッスは攻撃を受け（ムッソリーニがボローニャで攻撃された同じ日）、カリャリの彼の家に完全武装して侵入しようとした襲撃者の一人を撃ち、このファシスト行動隊員が死亡したために逮捕された。『ローマ地区への行進曲』でルッスは、カリャリにいた完全武装したすべてのファシスト、その分隊のカリャリ人は、警察と憲兵と共謀し、彼の家のドアを打ち破ったところで発砲したと、殺すことになった人には残念だが、悲喜劇の手法によりこのエピソードについて語っている。ファシスト化状況にあって、彼は正当防衛であったと裁判では判断された。
同時にファシズムは君主制の支持を得て、サルデーニャ行動党を含むすべての野党を廃止した（勅令1848/26）。ルッスはファシスト直轄の国家防衛特別裁判所から、リーパリに5年の流刑を言い渡される。
流刑中の1929年に、社会主義者イタロ・オクシリアの助けで、
カルロ・ロッセッリとフランチェスコ・ファウスト・ニッチを、モーターボートでチュニスに送り届ける。逃亡者達はパリに着き、ルッスはこの10年のことを本に書き（『鎖 La catena』）、ニッチは逃亡の道行きを語り（『我らの牢獄 Le nostre prigioni』）、これらは1946年になってイタリアで刊行された（最初の刊行は1929年英語版『逃亡 Escape』）。
1929年8月には、カルロ・ロッセッリとその兄のネロ、ルッス、フランチェスコ・ファウスト、ヴィンチェンツォ・ニッチ、ガエターノ・サルヴェミニ、アルベルト・タルチアーニ、アルベルト・シアンカや、他の亡命者の主導で、パリのモンマルトルのデュノルド・ド・シャンパーニュ・ホテルで反ファシスト運動「正義と自由」を結成、彼らはすべて思想的には自由社会主義を志向しており、共和党式の反ファシズムだった。「正義と自由」はファシスト政権を転覆させ、イタリア社会の要因（文化的、経済的、政治的）を根絶する、革新的な方法を提案した。ルッスは「ミスター・ミルズ」のコード名で秘密の活動をした。
1931年に彼は、　パリから逃亡するまでに見てきた戦後の中心人物についての「ローマ地区への行進曲」を書いた。1936年、反フランコとしてスペイン市民戦争に一時参加したが、貧しい人々のためにコローナ・イタリアーナ・ロッセッリの政治的指導者となった。その後結核の治療のためにスイスで隔離状態にされ、ハンドブック『反乱の理論』及び著名な『戦場の一年』を書いた。
ロッセリ兄弟殺害（1937年）の後、ルッスは社会主義に大きな足跡を残した「正義と自由」運動の指導者を引き継いだ。これには、反対意見や多くの離脱を生み、そこにはアルベルト・タチアーニも含まれる。亡命中の1938年、彼は後に二番目の妻となるジョイス・サルバドーリと出会う。
ドイツ軍がフランスに侵入すると、ルッスは1940年6月にフランスを離れて、ポルトガル、次いでイギリスへ去らざるを得なくなる。その間イタリアでは「正義と自由」のいくつかのグループが1942年6月4日に行動党（ジュゼッペ・マッツィーニの1853年の党名にちなんで命名）を設立、彼はフェルッチョ・パッリとウーゴ・ラ・マルファの二人を特に推薦していた。
ルッスがイタリアに戻ったのは1943年8月12日で、行動党に参加、ローマのレジスタンスに加わった。「正義と自由」が「行動党」への統合は1943年10月29日に承認され、「南部中央行動党」のアルムンジャの政治家は、「正義と自由」と「行動党」が一つになることで、「正義と自由」が無くなってもピエトロ・バドリオ首相と君主制に協力するのではないと書いている。
首都が解放された後、ルッスはサルデーニャ行動党を「行動党」の所属に再構成した。

### 第二次世界大戦
1945年にルッスは、自由イタリアの最初の挙国一致内閣パッリ政権で大臣補佐となり、フェルッチョ・パッリによる第一次ガスペリ政権と、それに続くキリスト教民主党のアルチーデ・デ・ガスペリによる第一次ガスペリ政権で、議長、その後は無任所大臣、国民評議会を務めた。
行動党の哲学的社会主義者を代表して、リッカルド・ロンバルディと、ヴィットリオ・フォアによる調停にもかかわらず、ウーゴ・ラ・マルファらの自由主義者に党を去るよう要求した。集中民主共和党から脱退した者はイタリア共和党に流れ込んだ。
分裂は行動党にとって打撃であり、解体へと続く。1946年6月2日に憲法制定議会が行われ、ルッスはサルディーニャ党からカリャリで立候補するが、二つの党の選出議員は9人にとどまり、ヴァッレ・ダオスタ州のジュリオ・ボルドンの助けを借りて会派「自治(Autonomista)」を構成することが出来た。哲学的社会主義者が多数派であるイタリア社会党(PSI)がリベラル派のイタリア共和党(PRI)に合流したが、政治形成は失われ、内部抗争は終結しなかった。サルデーニャ行動党は残存し、ルッスは彼の穏健で保守的なリーダーシップによる苦悩を抱え、数ヶ月後にその延長でPSIの同志によりサルデーニャ行動社会主義党を結成する。
1947年12月13日の議会で、アルベルト・シアンカ議員とルッス
はフランチェスコ・シフィを非難し、「ドイツ人への協力者」であり、また「ドイツ人への女性の供給者」であったとした。12月22日にルイージ・ガスパロットを委員長とする特別の国会調査委員会は、申し立てはすべての点で根拠がないと結論づけた。
ルッスは1948年から1963年までに、イタリア社会党の候補者としてさらに4回下院に選出された。1964年、ピエトロ・ネンニによって始められたキリスト教民主主義との協定に基づく、PSIUP（プロレタリア統一イタリア社会党）の創設に参加した。PSIUPはイタリア共産党(PCI)の勢力に入りそうになったが、彼はこの新しい試みを分離して成長させた。
1968年以降、健康上の理由から政治的な活動からは引退した。晩年は歴史の重要なページの執筆（行動党の経緯を含む）をしながら、故郷の島と交流し、最後まで議論を続けた。1975年にローマで死去する。

## 私生活
ルッスは、フィレンツェ生まれのジョイス・サルヴァドーリと結婚した。ジョイスは、詩人、作家、翻訳家、パルチザン（正義と自由旅団の隊長）軍事銀メダル受章者で、トルコの詩人ナーズム・ヒクメットの翻訳などがある。ひとりの息子ジョヴァンニは、グラフィックデザイナーとなっている。
アルムンジャでは2009年8月7日、「エミリオ、ジョイス・ルッス」博物館を設立し、多くの資料、写真、映像が集められている。
印象深い友人は、シルヴィオ・マスティオ、エミリオ・クッチュ、彼の大学の旧友で第一次大戦の中尉だったグラツィアーノ・マスティノ、セッテ・コムーニのアジアーゴ高原で23歳で死んだテンピオ・パウザーニアのアルフレッド・グラジアーニは『戦場の一年』で「グリゾーニ中尉」として登場する。

## 受章
- 勇猛章銀メダル 1918年1月28日
- 勇猛章銀メダル 1918年6月16日
- 勇猛章銅メダル 1916年7月 アジアーノ高原
- 勇猛章銅メダル 1916年11月10-14日 フランチェのトレンチ（サン・マルティーノ・デル・カルソ）
- 功労十字章
- イタリア勝利記念章
- イタリア・オーストリア戦争(1915-1918)記念章（4年次）
- イタリア統一記念章
- ヴィットリオ・ヴェネト騎士団章

## 著作

### エミリオ・ルッス名義
- 1930年 La catena, パリ
- 1932年 『ローマ地区への行進曲』Marcia su Roma e dintorni, パリ
- 1936年 Marcia su Roma e dintorni, ローマ
- 1936年 Teoria dell’insurrezione, パリ
- 1936年 Per l’Italia dall’esilio, カリャリ
- 1938年 『戦場の一年』Un anno sull'Altipiano, パリ
- 1950年 Teoria dell’insurrezione: saggio critico, ローマ
- 1958年 La clericalizzazione dello Stato e l’arcivescovo di Cagliari, ローマ
- 1968年 Sul Partito d’azione e gli altri, ミラノ
- 1976年 Il cinghiale del diavolo e altri scritti sulla Sardegna, トリノ
- 1976年 Essere a sinistra: democrazia, autonomia e socialismo in cinquant’anni di lotte, ミラノ
- 1979年 Lettere a Carlo Rosselli e altri scritti di Giustizia e libertà, サッサリ
- 1986年 Discorsi parlamentari, ローマ
- 1987年 La difesa di Roma, カリャリ
- 1991年 Alba Rossa Un libro di Joyce ed Emilio Lussu, Ancona.
- 2008年 Teoria dell'insurrezione, カメラーノ

### 『橋』誌掲載論文
- 1947年 Perché i ministeri non funzionano?
- 1949年 Una Tortura
- 1950年 Chiarezza sul Federalismo
- 1951年 Inchiesta sul Partito d'Azione
- 1951年 L'avvenire della Sardegna di Emilio Lussu (da Il Ponte, 1951)
- 1951年 La Brigata Sassari e il Psd'Az di Emilio Lussu (dal Il Ponte, 1951)
- 1951年 L'avvenire della Sardegna (da Il Ponte, 1951)
- 1952年 L'Antemarcia di Emilio Lussu (da Il Ponte, 1952)
- 1954年 Brigantaggio Sardo di Emilio Lussu (da Il Ponte, 1954)
- 1955年 25° della morte di Livio Bianco - di Emilio Lussu (da Il Ponte)

### 再編集
- 2008年 Emilio Lussu. Tutte le opere. Vol.1: Da Armungia al Sardismo 1890-1926, A cura di G.G. Ortu. Aisara, カリャリ
- 2010年 Emilio Lussu. Tutte le opere. Vol.2: Tutte le opere. Vol. 2: L'esilio antifascista 1927-1943.", A cura di Manlio Brigaglia. Aisara, カリャリ
- 2010年 Francesco Casula, Emilio Lussu in Uomini e donne di Sardegna, Alfa Editrice, Quartu Sant'Elena, pagg.282-330.
- 2011年 Francesco Casula,Letteratura e civiltà della Sardegna, vol.I, Grafica del Parteolla Editore, Dolianova, pagg.146-164.

### 海外翻訳

#### 英語
- 1932年 The March on Rome and Thereabouts (Marcia su Roma e dintorni)
- 1936年 Theory of Insurrection (Teoria dell'insurrezione)
- 1938年 Road to exile: the story of a Sardinian patriot (Review in Time Magazine) (Per l'Italia dall'esilio)
- 1938年 A Year on the High Plateau, Sardinian Brigade (Un anno sull'altipiano)
- 2000年 Sardinian Brigade (Un anno sull'altipiano)

#### ドイツ語
- 1968年 Ein Jahr auf der Hochebene (Un anno sull'altipiano), tradotto da Claus Gatterer
- 1971年 Marsch auf Rom und Umgebung (Marcia su Roma e Dintorni), tradotto da Claus Gatterer
- 1974年 Theorie des Aufstands (Teoria dell'insurrezione), tradotto da Anton Zahorsky-Suchodolsky e Gertraud Kanda

#### サルデーニャ語
- 2003年 Su sirboni de su dimoniu: unu contu de cassa e de magia (Il cinghiale del diavolo), カリャリ
- 2005年 Sa Brigata Tatari. Un'annu in gherra (Un anno sull'altipiano)

#### 日本語
- 2004年 『戦場の一年』柴野均訳 白水社 白水Uブックス

## 注
1. ↑  Giuseppe Fiori, Il cavaliere dei rossomori, Einaudi
2. ↑  エミリオ・ルッス Il cinghiale del diavolo（自伝小説）.
3. 1 2 3 4  Dizionario Biografico degli Italiani - Volume 66 (2006)
4. ↑  従来「サルデーニャ問題」と言えば、イタリア、スペイン、オーストリアとの間でのサルデーニャ島の帰属についての問題を指す。（it:Storia della Sardegna#La Questione sarda）
5. ↑  Convegno 1980
6. 1 2  Dal Movimento dei Combattenti alla fondazione del Partito Sardo d'Azione
7. 1 2  Il Sardismo e l'avvento del Fascismo
8. ↑  Emilio Lussu, Marcia su Roma e dintorni, Mondadori, Milano, 1974, pp. 75-80
9. ↑  Emilio Lussu, cit., p. 97
10. ↑  Emilio Lussu scriveva che «gli ex combattenti erano tutti dei socialisti potenziali: avevano maturato una concezione internazionalista in trincea… Per capire la contraddittorietà, ma anche la sincerità di quelle tensioni ideali, pensa alle simpatie che リエカのカルナーロ＝イタリア執政府!… Si tratta di una pagina di storia che poi è stata “accomodata” e nascosta, ma fa pensare… Perché per il fascismo era importante appropriarsi anche dell’esperienza fiumana? È semplice: perché il fascismo non aveva la storia del partito socialista, non aveva dietro di sé la cultura cattolica del partito popolare, non aveva neppure le vecchie tradizioni risorgimentali dei liberali; si trattava di un movimento nuovo, che si muoveva solo nella logica della presa del potere, privo di solide radici ideologiche o simboliche, che cercava di “mettere il cappello” ad un’ampia fetta di popolazione in cui era percepibile un disagio istintivo… Il fascismo aveva, insomma, l’esigenza di appropriarsi di una “storia” altrui, non avendone una propria…». Da: intervista di IvanTagiaferri autore di morte alla morte, libro sulla storia degli Arditi del Popolo
11. ↑  Il 31 ottobre 1926, Anteo Zamboni sparò al duce fallendo il bersaglio. Il giovane quindicenne venne poi linciato dagli squadristi presenti.
12. ↑  Secondo AA.VV (1991). Storia d'Italia. Novara: DeAgostini. pp. 414–415. ISBN 88-402-9440-6. l'abitazione di Lussu venne assaltata il giorno successivo al fallito attentato a Mussolini.
13. ↑  Commissione di Cagliari, ordinanza del 27.10.1927 contro Emilio Lussu ("Massimo esponente del Partito Sardo d'Azione, deputato, dichiarato decaduto nel novembre 1926"). In: Adriano Dal Pont, Simonetta Carolini, L'Italia al confino 1926-1943. Le ordinanze di assegnazione al confino emesse dalle Commissioni provinciali dal novembre 1926 al luglio 1943, Milano 1983 (ANPPIA/La Pietra), vol. IV, p. 1727
14. ↑  Per la biografia di Italo Oxilia si rimandano alle seguenti opere di Antonio Martino: Fuorusciti e confinati dopo l’espatrio clandestino di Filippo Turati nelle carte della R. Questura di Savona in Atti e Memorie della Società Savonese di Storia Patria, n.s., vol. XLIII, Savona 2007, pp. 453-516. e Pertini e altri socialisti savonesi nelle carte della R.Questura, Gruppo editoriale L'espresso, Roma, 2009.
15. ↑  Le quattromila biografie dei combattenti italiani, AICVAS, p. 275
16. ↑  AA.VV, Le formazioni GL nella resistenza, Franco Angeli, Milano, 1985, pp. 46-48
17. ↑  Nel 1953, durante una tumultuosa seduta al Senato, Lussu schiaffeggiò La Malfa. AA.VV (1991). Storia d'Italia. Novara: DeAgostini. p. 559. ISBN 88-402-9440-6.
18. ↑  La Camera dei deputati
19. ↑  Si veda il resoconto della Commissione.
20. ↑  da L'Unione Sarda